# Derby (La Salle)
Derby (pron. fr. AFI: [dɛʁbi]; in patois valdostano, Deurbe) è una frazione del comune di La Salle in Valle d'Aosta.

## Storia

La tomba neolitica di Derby.

Durante la trivellazione di un pozzo antincendio nel 1952 è stata ritrovata una tomba neolitica. La scoperta è stata divulgata nel 1955 dall'antropologa Savina Fumagalli che, secondo l'uso dell'epoca, descrive la tomba come dolmen di Derby. Oggi si parla più propriamente di tomba a cista litica, un tipo di sepoltura di cui si ritrovano vari esemplari nelle necropoli valdostane.

## Monumenti e luoghi d'interesse
A Derby si trovano un'interessante chiesa romanica risalente al X secolo e numerosi resti di caseforti, testimonianze dell'indipendenza di Derby dalla contea sabauda, sotto la diretta amministrazione della diocesi di Aosta: tra esse la Torre di Derby, il Castello giudiziario, il Castello notarile.

## Infrastrutture e trasporti
Lungo la linea ferroviaria Aosta-Pré-Saint-Didier si trova la stazione di Derby, presso il bivio che porta alla frazione omonima.